# Tetramoera
Tetramoera is een geslacht van vlinders van de familie bladrollers (Tortricidae), uit de onderfamilie Olethreutinae.

## Soorten
Het genus bevat de volgende soorten:

- Tetramoera bongwaensis Byun, 2009
- Tetramoera calligrapha (Meyrick, 1912)
- Tetramoera flavescens Kuznetsov, 1988
- Tetramoera gracilistria (Turner, 1946)
- Tetramoera isogramma Meyrick, 1908
- Tetramoera koghisiana Razowski, 2013
- Tetramoera langmaidi Plant, 2014
- Tetramoera leptalea Diakonoff, 1988
- Tetramoera paragramma Meyrick, 1909
- Tetramoera schistaceana Snellen, 1891